# Moschea di Omar (Catania)
La moschea di Omar è stata una moschea situata a Catania, costruita nel 1980 e chiusa nel 1990.
A partire dagli anni '80 diversi edifici sono stati adibiti a moschea a Catania, la moschea di Omar è stata la prima aperta in Italia ( in epoca moderna) la Moschea della Misericordia aperta  del 2012 è la più grande del Sud Italia (entrambe hanno le caratteristiche architettoniche proprie di una moschea).

## Descrizione
La moschea di Omar a Catania è la più antica moschea moderna in Italia. La moschea venne aperta nel dicembre 1980 in un quartiere popolare del centro di Catania, in via Castromarino, dall'avvocato Michele Papa su progetto di un architetto egiziano e finanziamento libico di Muʿammar Gheddafi. La moschea è dedicata al secondo califfo dell'Islam, ʿUmar ibn al-Khaṭṭāb, ed è dotata di minareto e mezzaluna. Sulla parete esterna presenta la dicitura in latino Michele Papa aedificavit.
La moschea di Omar è chiusa al culto dal 1990 e può essere visitata su appuntamento.
Negli anni '90 e 2000 altre due centri di culto islamico sono stati aperti a Catania, in via Calì e in via Serravalle, pur senza avere le caratteristiche proprie di una moschea.

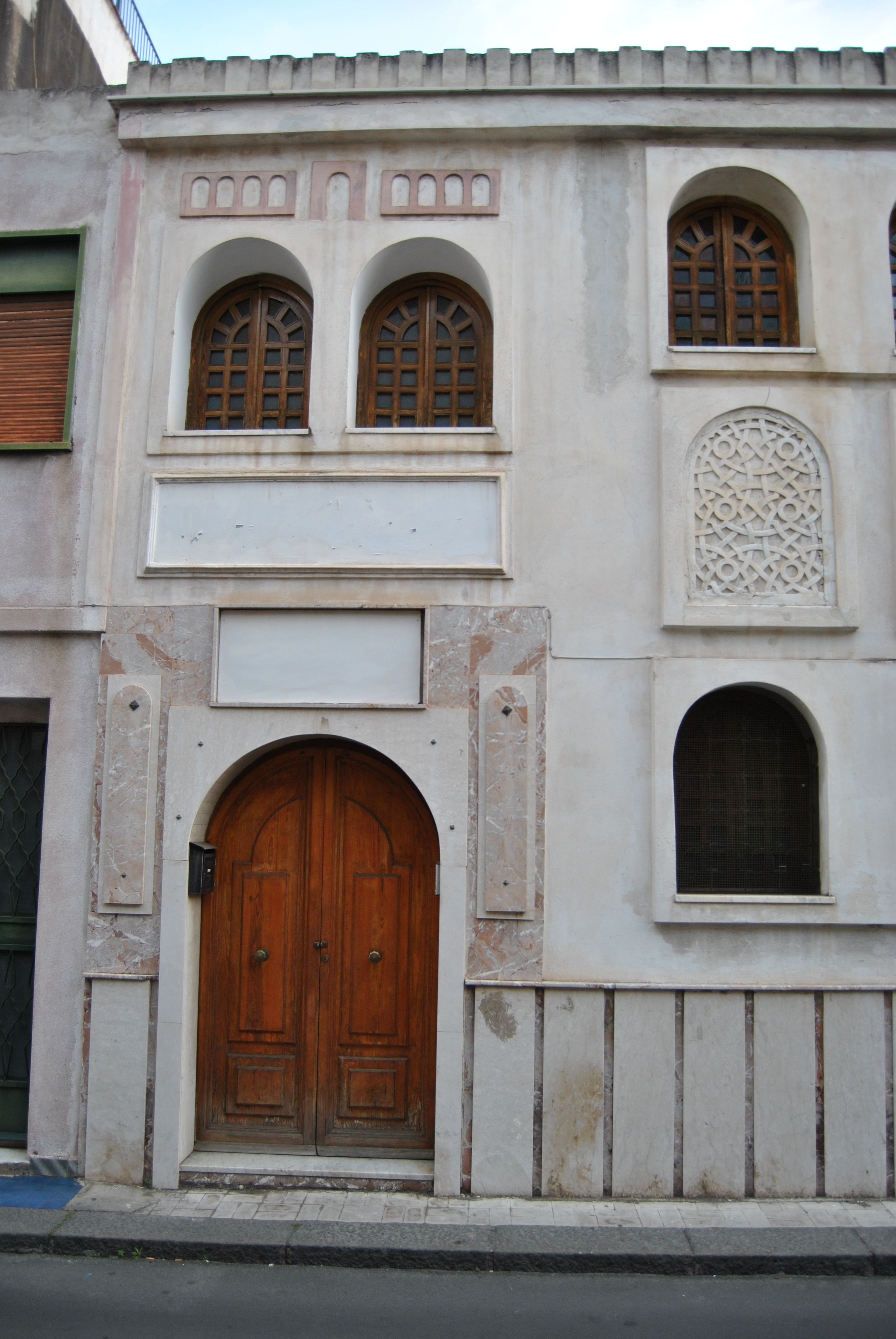
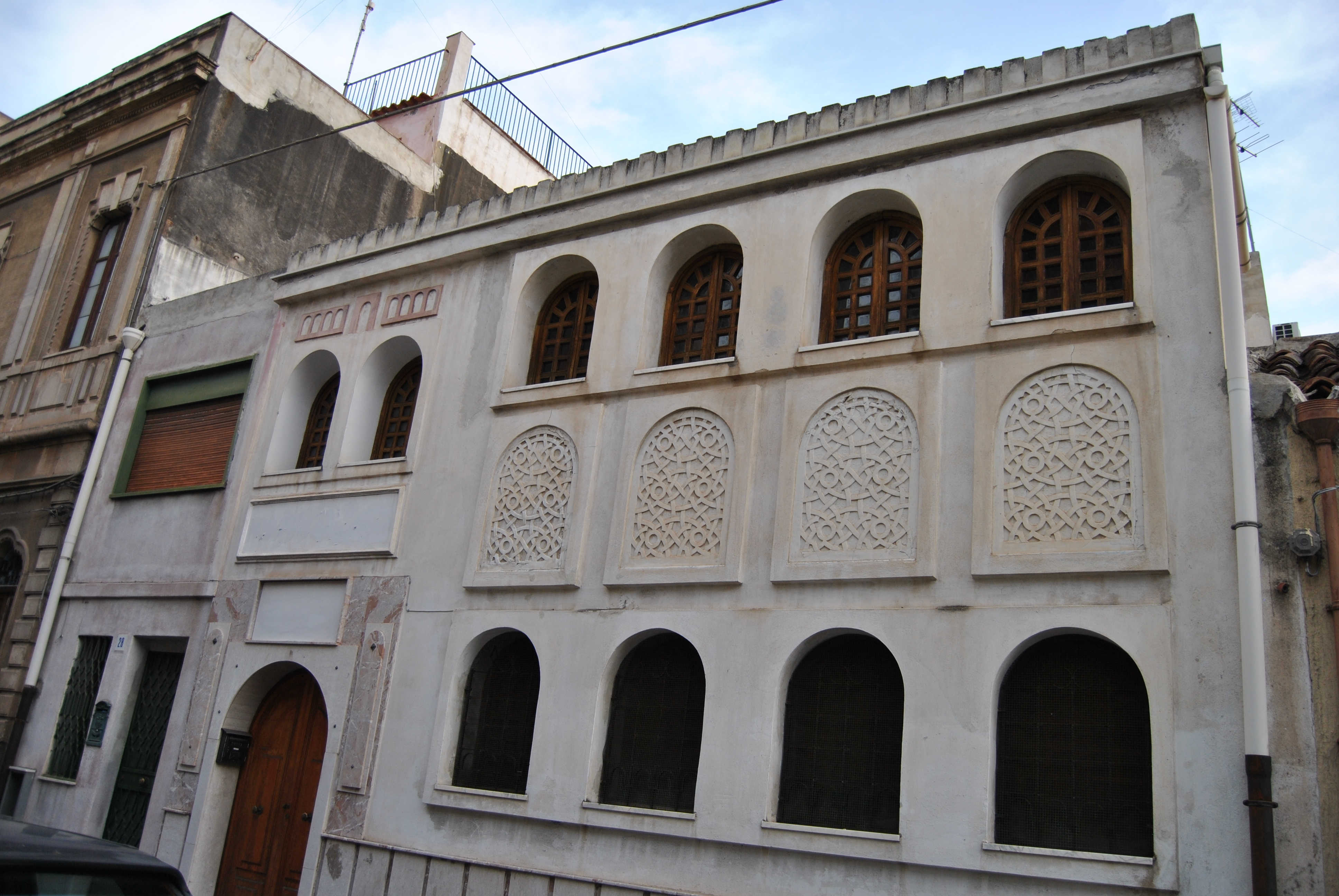
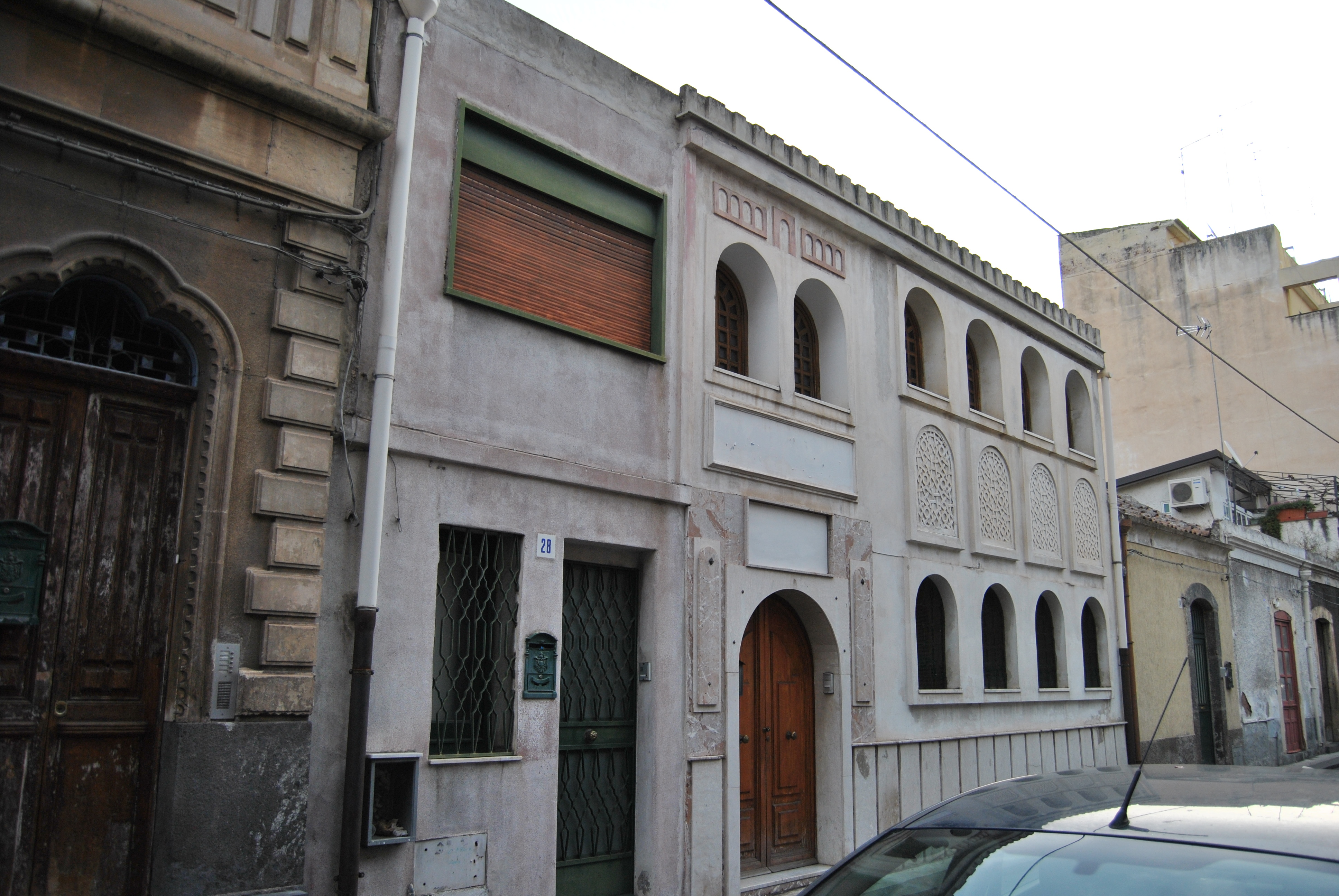
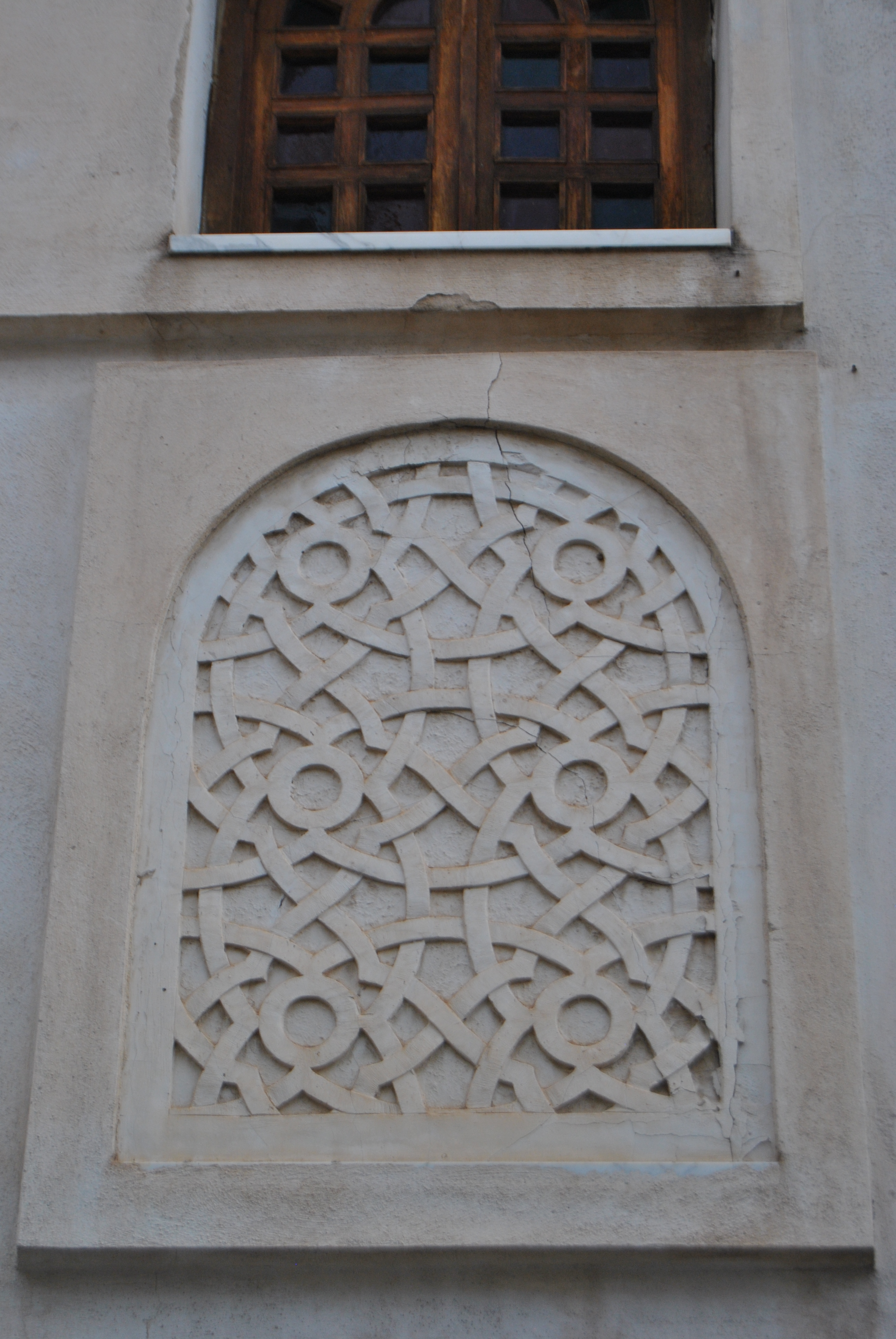